# Dicranomyia caledoniensis
Dicranomyia caledoniensis là một loài ruồi trong họ Limoniidae. Chúng phân bố ở miền Australasia.